# Wolfgang Haas
Wolfgang Haas (født 7. august 1948 i Vaduz) er en liechtensteinsk præst. Han er ærkebiskop af Vaduz.
Han blev præsteviet i 1974, og blev i 1988 biskop af Chur til 1997, og fra 1997 til 1998 apostolisk administrator for samme. 2. december 1997 blev han udnævnt til ærkebiskop for det nyoprettede ærkebispedømme Vaduz, som omfatter hele Liechtenstein. Han blev indsat i sit embede den 21. december samme år i katedralen i Vaduz.

## Ekstern henvisning
- Erzbistum Vaduz

| Biografi | Spire Denne biografi er en spire som bør udbygges. Du er velkommen til at hjælpe Wikipedia ved at udvide den. |